# Bergums socken
Bergums socken i Västergötland ingick i Vättle härad, uppgick 1967 i Göteborgs stad och området ingår sedan 1971 i Göteborgs kommun, från 2011 i stadsdelsnämndsområdet Angered och motsvarar från 2016 Bergums distrikt. 
Socknens areal är 56,65 kvadratkilometer varav 54,64 land. År 2000 fanns här 3 231 invånare.  Tätorterna Olofstorp och Stenared, småorterna Furåsen, Björsared, Knipared, Skår och Torvhög samt kyrkbyn Bergum med sockenkyrkan Bergums kyrka ligger i socknen.

## Administrativ historik
Socknen har medeltida ursprung. 
Vid kommunreformen 1862 övergick socknens ansvar för de kyrkliga frågorna till Bergums församling och för de borgerliga frågorna bildades Bergums landskommun. Landskommunen uppgick 1952 i Stora Lundby landskommun där denna del utbröts 1967 och uppgick i Göteborgs stad samtidigt som området övergick från Älvsborgs län till Göteborgs och Bohus län. Staden ombildades 1971 till Göteborgs kommun. Sedan Bergum 1967 blev en del av Göteborgs stad utgör socknen även primärområdet och stadsdelen Bergum. Området hörde 1989–2010 till stadsdelsnämndsområdet Lärjedalen som från och med 2011 ingår i Angered. Församlingen uppgick 2014 i Angereds församling.
1 januari 2016 inrättades distriktet Bergum, med samma omfattning som församlingen hade 1999/2000.
Socknen har tillhört län, fögderier, tingslag och domsagor enligt vad som beskrivs i artikeln Vättle härad. De  indelta båtsmännen tillhörde Västergötlands båtsmanskompani.

## Geografi och natur
Bergums socken ligger nordost om Göteborg kring Lärjeån. Socknen har odlingsbygd i ådalen och omges av bergstrakter, till del skogbevuxen.
Länsväg 190 går igenom socknen.
Vättlefjälls naturreservat som delas med Angereds socken samt Nödinge socken i Ale kommun ingår i EU-nätverket Natura 2000. Socknen är rikt på småsjöar.
| - Bingared - Björred - Björsared - Björsbo - Dansered - Dockered - Grisared - Gulleryd - Hovstorp - Häljered, by vid Lärjeån. | - Högen - Kappered, by nära Lärjeån. - Knipared, by nära Lärjeån. - Olofstorp, by vid Lärjeån. - Ryd - Skår, by vid Lärjeån. - Småkulla, by nära Lärjeån. - Skvalpan - Stenared - Torvhög, by vid Lärjeån. - Vråtsered, by vid Lärjeån. | - Björsjöbacka - Björsjöås, tidigare hospitalshemman. - Bur - Häljebo, gård nära Lärjeån. - Krokryd, gård nära Lärjeån. - Kroksjölund - Måhult, gård som fram till 1880-talet var hospitalhemman] - Mollsjönäs, gård som fram till 1880-talet var hospitalhemman? - Rista, gård nära Lärjeån. - Roten, gård som fram till 1880-talet var hospitalhemman. - Rördalen - Sjötorpet - Skrapekärr - Västergård |

## Fornlämningar
Boplatser från stenåldern är funna, liksom ett gravfält från järnåldern.

## Namnet
Namnet skrevs 1348 Bergem kommer från kyrkbyn. Namnet innehåller berg och hem, 'boplats; gård'.
Nament skrevs förr Bergjum socken och Berghems socken.

## Bilder

Bilder från Bergums socken
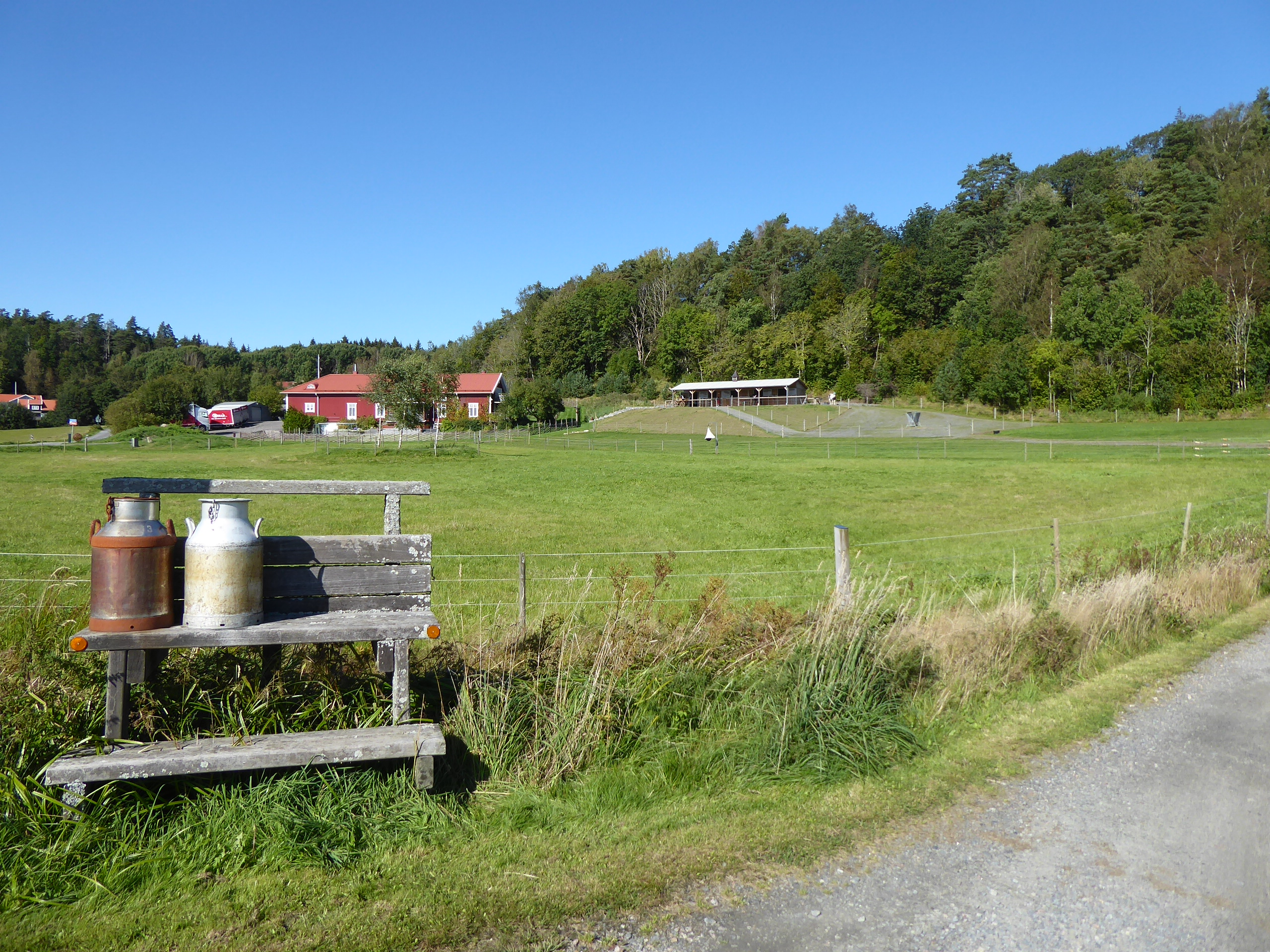
Dansered Södergårdsväg
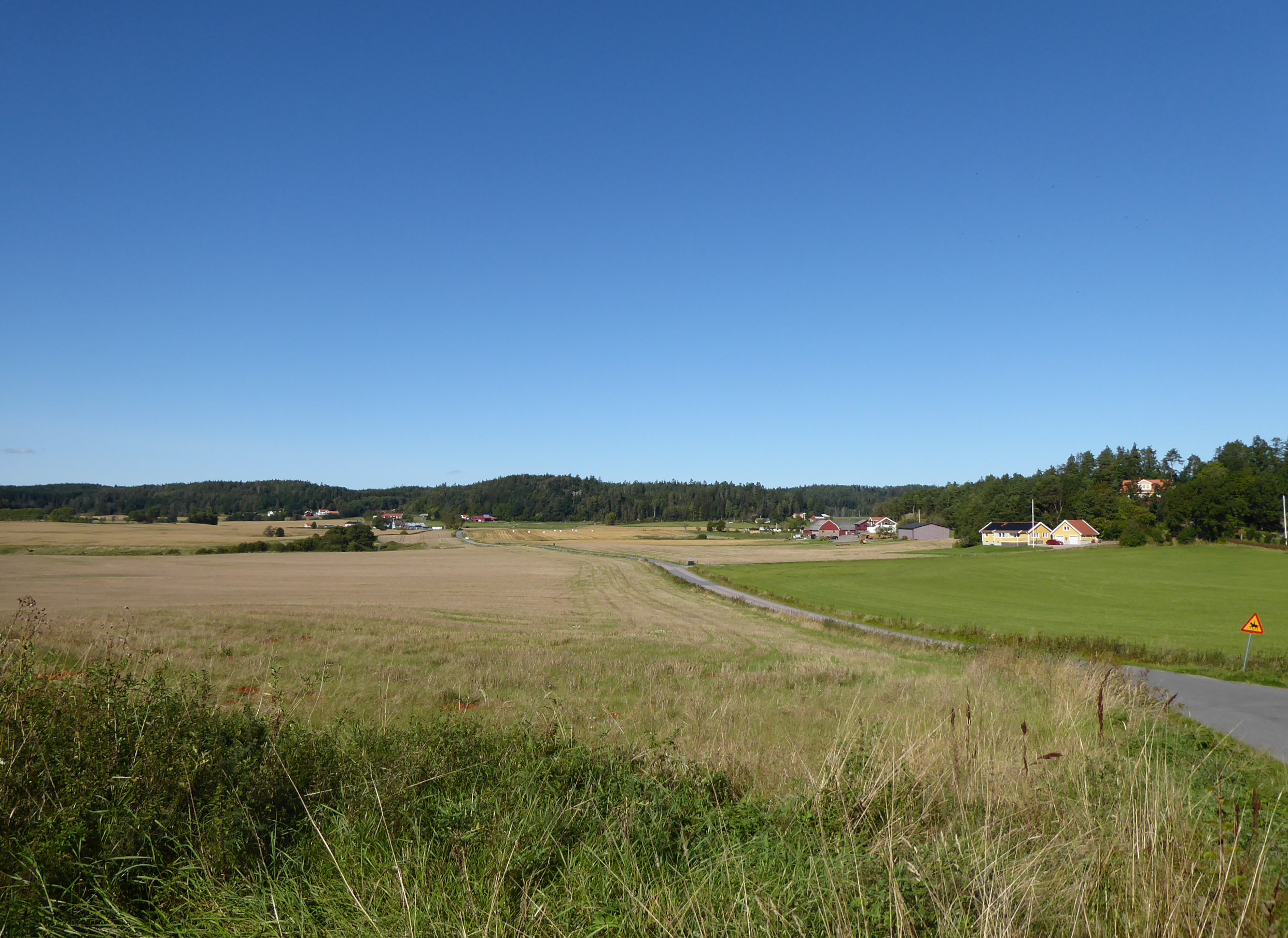
Björsbovägen
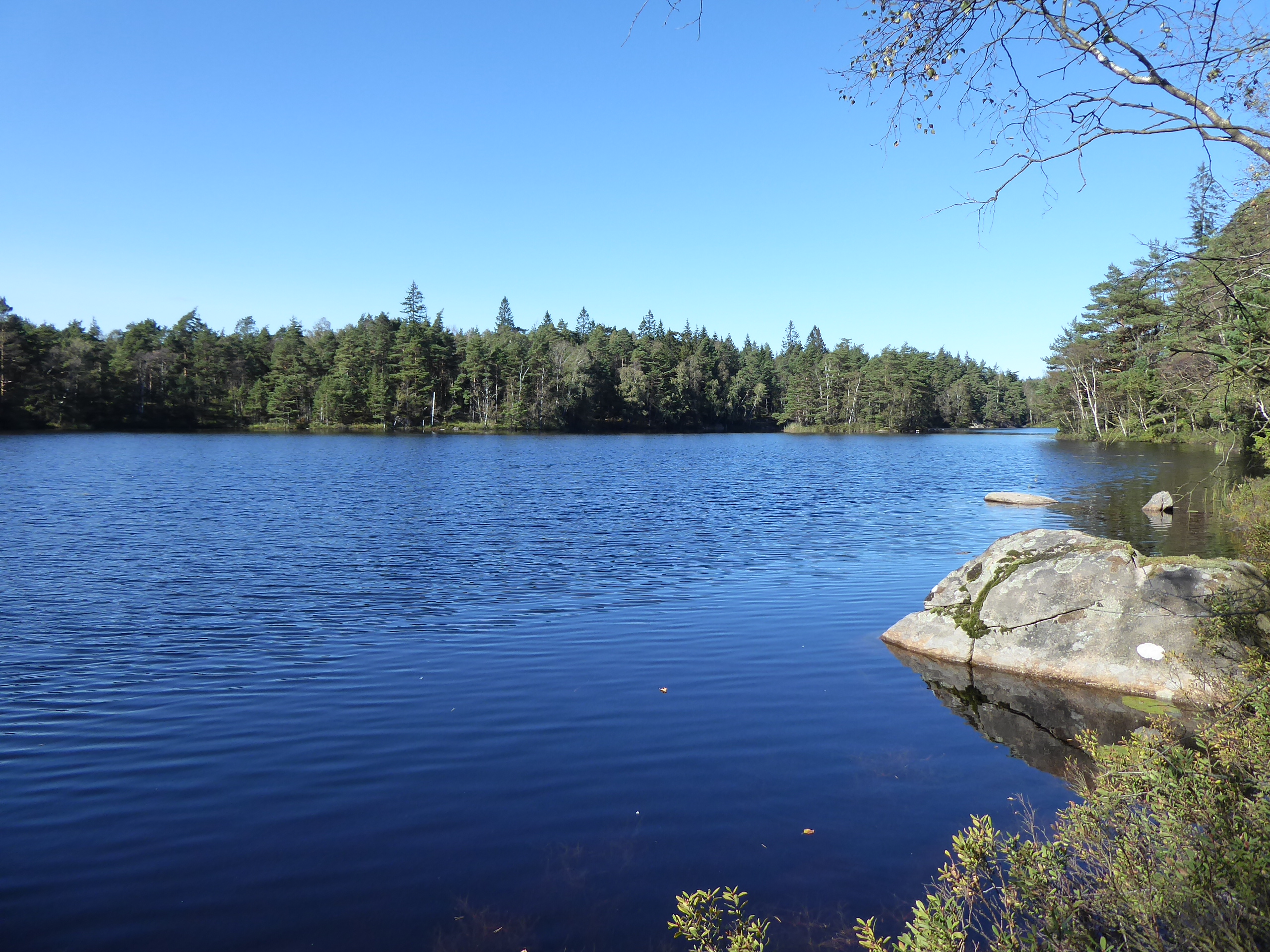
Långevatten från sydöst
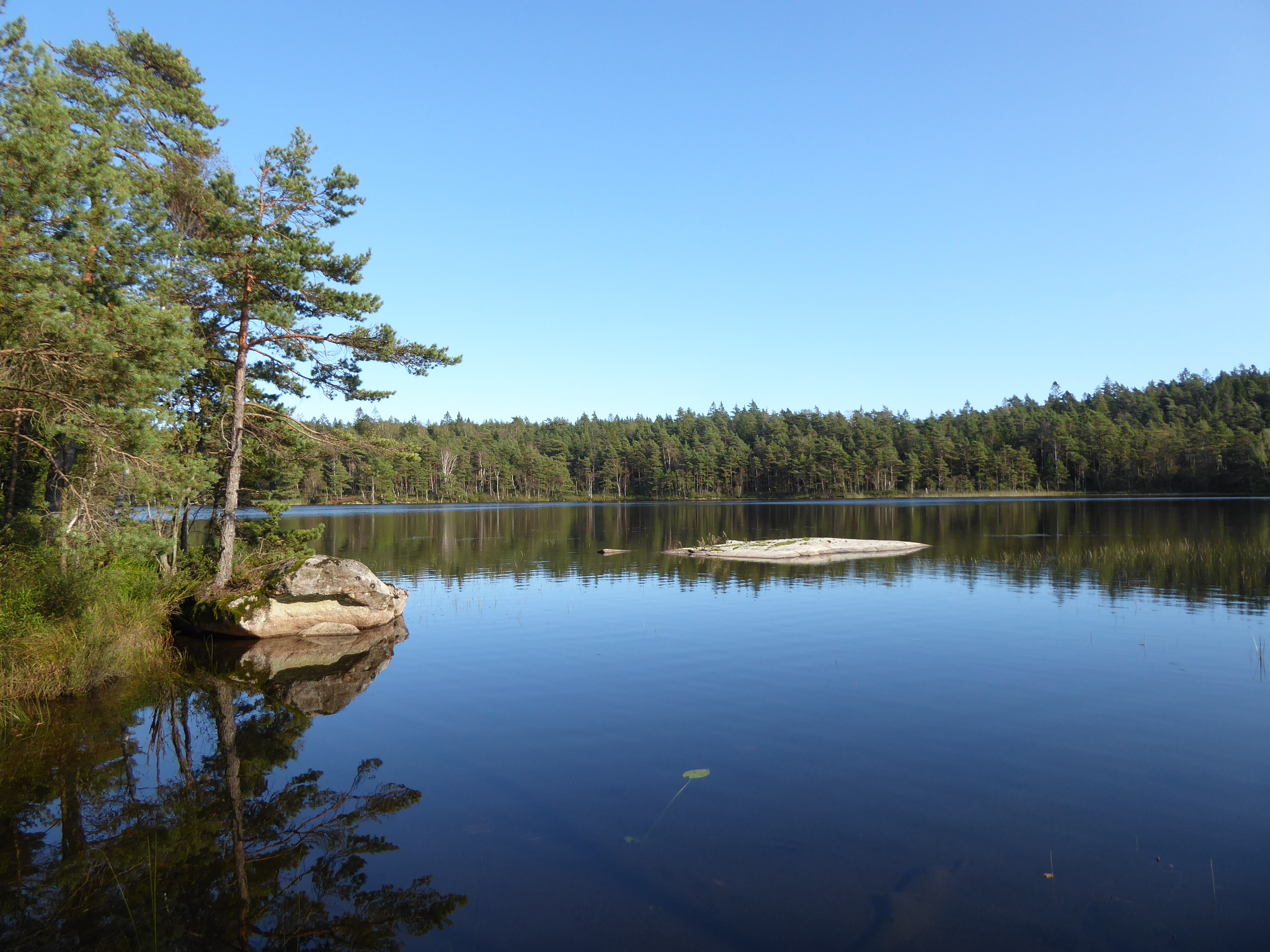
Trollsjön västerifrån